# Петровський Георгій Семенович
Гео́ргій Семе́нович Петро́вський (1924—1989) — радянський військовик, учасник Другої світової війни, генерал-лейтенант, почесний громадянин Бердичева.

## Життєпис
Народився 1924 року в станиці Аксайська (сучасне місто Аксай Ростовської області) в українській селянській родині. Після смерті батька переїздить в село Конобєєво Воскресенського району Московської області до родини старшої сестри. 1940 року на відмінно закінчив Конобєєвську середню школу.
З 1941 року в Червоній армії. 1942 року закінчив Саратовське бронетанкове училище, з 1943 року в складі підрозділу на фронті, комсорг.
Під час Житомирсько-Бердичівської операції відзначився у боях 24 грудня 1943 — 2 січня 1944 на території Вінницької та Житомирської областей. Керував розвідкою передового загону 44-ї гвардійської танкової бригади, група з 3-х танків під його орудою першою увірвалась до села Гнилець Козятинського району та прорвала нацистську оборону, в ході бою гарнізон евакуювався із села. При оволодінні селом Соболівка Вінницької області передовий загін був контратакований 30 танками з піхотою та артилерією, взвод лейтенанта Петровського здійснив контратаку в тил, сим було полегшено становище бригади до підходу підкріплення. На підступах до міста Бердичів розвідувальна група Петровського знайшла слабке місце в обороні противника, відбила кілька атак, було розбито ворожу батарею та автоколону. У цьому бою зазнав поранення, однак зумів винести із танка важкопоранених членів екіпажу.
Після закінчення війни продовжив службу в РА. 1947 року закінчив Військову академію бронетанкових та механізованих військ, 1972-го — Військову академію Генерального штабу.
Протягом квітня 1974 — грудня 1977 років командував 39-ю армією Забайкальського військового округу, котра дислокувалася в Монголії. Протягом 1980—1982 років був головним військовим радником в Анголі. З 1982-го — консультант курсів «Вистріл».
Проживав в місті Солнечногорськ. Помер 4 березня 1989 року, похований на солнечногорському Старому кладовищі.

### Нагороди та вшанування
- Герой Радянського Союзу (10 січня 1944, посвідчення 2075[1])
- орден Леніна
- орден Вітчизняної війни 1 ступеня
- 3 ордени Червоної Зірки
- орден «За службу Батьківщині у Збройних Силах СРСР»
- почесний громадянин Бердичева (1969)
- медалі